# جون فريك (جراح)
جون فريك (1688-1756) هو جراح إنجليزي. وقد كان له -هو وبيرسيفال بوت- دورٌ فعالٌ في فصل مهنة الجراح عن الحلّاق.